# 寺贝通津
寺贝通津是位于中国广州市越秀区的一条狭小街道。东连达道路，西连庙前直街。街道两旁集中了许多广州早期中西合璧的“东山小洋楼”，东山别墅五大侨园中的隅园就是位于此街，而基督教东山浸信会堂和广州市第七中学（培道）亦位于此街道旁。

## 名称来源
“津”是码头的意思，在广州，以前特指珠江旁的码头，不少在江边的小路都被冠以“通津”的名字（如太平沙旁的太平通津、因兴建海珠广场被夷平的永兴通津和同福西路聚龙通津等）。“寺”是指东山原有的一座寺庙：东山寺。“贝”就是“背”的意思，根据广州市地名志的解释是：东山庙（俗称太监寺）背后，且曾为寺贝底村居民出入的通道。连起来的意思是“东山寺背后通往海边码头”的那条路。